# San Bernardinotunnel
De San Bernardinotunnel is een tunnel in het oosten van het Zwitserse kanton Graubünden, die de noordkant van de Alpen met de zuidkant verbindt. De tunnel is 6,6 kilometer lang en maakt onderdeel uit van de A13. Het is na de Gotthardtunnel de belangrijkste Alpenovergang van Zwitserland.
Ten tijde van de planning waren de huidige verkeersintensiteiten nog niet te voorzien. De tunnel is door de jaren heen dan ook onvoorzien een alternatieve route geworden voor het transitverkeer dat de A2 wil vermijden, in het bijzonder na de tijdelijke sluiting van de Gotthardtunnel in 2001. Hierdoor werd het noodzakelijk om de tunnel te vernieuwen, aangezien de rijbaanbreedte en de luchtafvoersystemen niet meer aan de eisen voldeden. In 1991 werd er begonnen aan de vernieuwing van de tunnel, die in 2006 succesvol werd afgerond. Er werden bovendien ook compleet nieuwe vlucht- en reddingsbuizen aangelegd. De huidige maximumsnelheid in de tunnel bedraagt 80 km/u.
De kosten voor de complete sanering bedroegen rond de 236 miljoen CHF, wat destijds uitkwam op circa 148 miljoen euro.
Over de berg loopt de San Bernardinopas, die uitsluitend gedurende de zomermaanden voor het verkeer is opengesteld.